# Parafia św. Jadwigi Śląskiej we Wrocławiu
Parafia Świętej Jadwigi Śląskiej we Wrocławiu znajduje się w dekanacie Wrocław zachód (Leśnica) w archidiecezji wrocławskiej. Erygowana w XIII wieku. Obsługiwana przez księży archidiecezjalnych. Proboszczem  parafii jest ksiądz Rafał Cyfka. Mieści się przy ulicy Wolskiej.

## Obszar parafii
Parafia obejmuje ulice: Stanisława Bąka, Beskidzka, Bojanowska, Brzezińska, Chobieńska, Władysława Czaplińskiego, Dłużycka, Dolnobrzeska, Ekonomiczna, Eluarda, Gromadzka, Grzybowa, Gwizdanowska, Mariana Heisinga, Stanisława Hertmana, Alfreda Jahna, Jajczarska, Iwo Jaworskiego, Junacka, Kącka, Klonowa, Krajobrazowa, Krępicka, Krzelowska, Lubiąska, Jerzego Łanowskiego, Łączna, Łososiowicka, Majchra, Malownicza, Małomicka, Małoszyńska, Marszowicka, Miodowa, Mleczarska, Młodzieżowa, Teofila Modelskiego, Modrzewiowa, Mojęcicka, Mokrzańska, Mrozowska, Mydlarskiego, Niemkińska, Niepierzyńska, Owczarska, Platanowa, Płońskiego, Polkowicka, Prężycka, Prochowicka, Promenada, Pustecka, Równa, Rubczaka, Rytownicza, Serowarska, Sieroszowicka, Skoczylasa, Smolna, Sosnowa, Stroma, Szczepanowska, Szkolna, Szpilkowa, Ślepa, Średzka, Trzmielowicka, Ulowa, Watowa, Józefa Wąsowicza, Henryka Wereszyckiego, Wilkszyńska, Wińska, Wojnowicka, Mieczysława Wolfkiego, Wolska, Woronowicka, Wojska Polskiego, Wyboista, Zajazdowa.